# خواجه جنید
خواجه محمد جنید (زاده ۱۴ آوریل ۱۹۶۶) بازیکن هاکی روی چمن پاکستانی است. وی در المپیک تابستانی ۱۹۹۲ بارسلونا به یک مدال برنز رسید.